# Christian Friedrich Löser
Christian Friedrich Löser, seit 1745 Graf Löser (* 1738; † 18. Januar 1783 in Dresden, begraben in Reinharz) war ein kursächsischer wirklicher Geheimer Rat und Obersteuereinnehmer, auch Erbmarschall von Kursachsen.

## Leben
Löser stammte aus einer im Kurkreis ansässigen Familie. Er war Sohn des 1745 in den Grafenstand erhobenen Hans Löser aus dem Adelsgeschlecht Löser. Er schlug eine Verwaltungslaufbahn im Dienst der albertinischen Wettiner an deren Hof in der Residenzstadt Dresden ein. Es erfolgte seine Ernennung zum wirklichen Geheimen Rat und Obersteuereinnehmer. Als ältester Vertreter der gräflichen Löser-Linie war er zugleich Erbmarschall von Kursachsen.